# Listroptera
Listroptera is een kevergeslacht uit de familie van de boktorren (Cerambycidae). De wetenschappelijke naam van het geslacht werd voor het eerst geldig gepubliceerd in 1834 door Audinet-Serville.

## Soorten
Listroptera omvat de volgende soorten:
- Listroptera carbonaria Chevrolat, 1855
- Listroptera tenebricosa (Olivier, 1790)